# 拉迪沃耶·奥格尼亚诺维奇
拉迪沃耶·奥格尼亚诺维奇（羅馬化：Radivoje Ognjanović，1933年7月1日—2011年8月30日），塞尔维亚男子足球运动员，场上位置是前锋。他曾代表南斯拉夫国家队参加1958年国际足联世界杯，结果队伍止步八强赛。